# Lista de membros do gabinete de Michel Temer
Abaixo está a lista de membros do gabinete do Governo Michel Temer. A tabela inclui os ministros titulares e interinos, bem como cargos com status de ministro como o Chefe da AGU, o Presidente do Banco Central .
| Ministério | Titular | Titular                                                 | Partido | Inicio                  | Fim                     |
| --- | ------- | ------------------------------------------------------- | ------- | ----------------------- | ----------------------- |
| Advocacia-Geral da União |         | Fábio Medina Osório                                     | -       | 12 de maio de 2016      | 9 de setembro de 2016   |
| Advocacia-Geral da União |         | Grace Mendonça                                          | PSDB    | 9 de setembro de 2016   | 1º de janeiro de 2019   |
| Agricultura, Pecuária e Abastecimento                                                                                          |         | Blairo Maggi                                            | PP      | 12 de maio de 2016      | 1 de janeiro de 2019    |
| Banco Central |         | Ilan Goldfajn                                           | -       | 9 de junho de 2016      | 27 de fevereiro de 2019 |
| Casa Civil |         | Eliseu Padilha                                          | MDB     | 12 de maio de 2016      | 1° de janeiro de 2019   |
| Cidades |         | Bruno Araújo                                            | PSDB    | 12 de maio de 2016      | 13 de novembro de 2017  |
| Cidades |         | Marco Aurélio de Queiroz Campos (Interino)              | -       | 13 de novembro de 2017  | 22 de novembro de 2017  |
| Cidades |         | Alexandre Baldy                                         | PP      | 22 de novembro de 2017  | 31 de dezembro de 2018  |
| Ciência, Tecnologia, Inovações e Comunicações                                                                                  |         | Gilberto Kassab                                         | PSD     | 12 de maio de 2016      | 1 de janeiro de 2019    |
| Cultura |         | Marcelo Calero                                          | MDB     | 24 de maio de 2016      | 18 de novembro de 2016  |
| Cultura |         | Roberto Freire                                          | PPS     | 23 de novembro de 2016  | 22 de maio de 2017      |
| Cultura |         | João Batista de Andrade                                 | PPS     | 22 de maio de 2017      | 16 de junho de 2017     |
| Cultura |         | Sérgio Sá Leitão                                        | -       | 25 de julho de 2017     | 31 de dezembro de 2018  |
| Direitos Humanos (Ministério criado em fevereiro 2017)                                                                         |         | Luislinda Valois                                        | PSDB    | 3 de fevereiro de 2017  | 19 de fevereiro de 2018 |
| Direitos Humanos (Ministério criado em fevereiro 2017)                                                                         |         | Gustavo Rocha                                           | -       | 20 de fevereiro de 2018 | 31 de dezembro de 2018  |
| Fiscalização, Transparência e Controladoria-Geral da União                                                                     |         | Fabiano Silveira                                        | -       | 12 de maio de 2016      | 30 de maio de 2016      |
| Fiscalização, Transparência e Controladoria-Geral da União                                                                     |         | Carlos Higino Ribeiro de Alencar (interino)             | -       | 30 de maio de 2016      | 1º de junho de 2016     |
| Fiscalização, Transparência e Controladoria-Geral da União                                                                     |         | Torquato Jardim                                         | -       | 2 de junho de 2016      | 31 de maio de 2017      |
| Fiscalização, Transparência e Controladoria-Geral da União                                                                     |         | Wagner de Campos Rosário                                | -       | 31 de maio de 2017      | 31 de dezembro de 2022  |
| Educação |         | Mendonça Filho                                          | DEM     | 12 de maio de 2016      | 6 de abril de 2018      |
| Educação |         | Rossieli Soares                                         | -       | 10 de abril de 2018     | 31 de dezembro de 2018  |
| Defesa |         | Raul Jungmann                                           | PPS     | 12 de maio de 2016      | 27 de fevereiro de 2018 |
| Defesa |         | Joaquim Silva e Luna (interino até 13 de junho de 2018) | -       | 26 de fevereiro de 2018 | 1 de janeiro de 2019    |
| Desenvolvimento Social e Agrário                                                                                               |         | Osmar Terra                                             | MDB     | 12 de maio de 2016      | 6 de abril de 2018      |
| Desenvolvimento Social e Agrário                                                                                               |         | Alberto Beltrame                                        | -       | 6 de abril de 2018      | 1 de Janeiro de 2019    |
| Desenvolvimento, Indústria e Comércio                                                                                          |         | Marcos Pereira                                          | PRB     | 12 de maio de 2016      | 3 de janeiro de 2018    |
| Desenvolvimento, Indústria e Comércio                                                                                          |         | Marcos Jorge                                            | PRB     | 4 de janeiro de 2018    | 1 de janeiro de 2019    |
| Esporte |         | Leonardo Picciani                                       | MDB     | 12 de maio de 2016      | 6 de abril de 2018      |
| Esporte |         | Leandro Cruz Fróes da Silva                             | -       | 6 de abril de 2018      | 1 de janeiro de 2019    |
| Fazenda e Previdência Social                                                                                                   |         | Henrique Meirelles                                      | MDB     | 12 de maio de 2016      | 6 de abril de 2018      |
| Fazenda e Previdência Social                                                                                                   |         | Eduardo Guardia                                         | -       | 6 de abril de 2018      | 1 de janeiro de 2019    |
| Integração Nacional |         | Helder Barbalho                                         | MDB     | 12 de maio de 2016      | a 6 de abril de 2018    |
| Integração Nacional |         | Pádua Andrade                                           | -       | 10 de abril de 2018     | 1 de janeiro de 2019    |
| Justiça |         | Alexandre de Moraes (nomeado para o STF)                | PSDB    | 12 de maio de 2016      | 22 de fevereiro de 2017 |
| Justiça |         | José Levi (Interino)                                    | -       | 7 de fevereiro de 2017  | 7 de março de 2017      |
| Justiça |         | Osmar Serraglio                                         | MDB     | 7 de março de 2017      | 31 de maio de 2017      |
| Justiça |         | Torquato Jardim                                         | -       | 31 de maio de 2017      | 1° de janeiro de 2019   |
| Meio Ambiente |         | Sarney Filho                                            | PV      | 12 de maio de 2016      | 6 de abril de 2018      |
| |         | Edson Duarte                                            | PV      | 7 de abril de 2018      | 31 de dezembro de 2019  |
| Minas e Energia |         | Fernando Bezerra Coelho Filho                           | PSB     | 12 de maio de 2016      | 6 de abril de 2018      |
| Minas e Energia |         | Moreira Franco                                          | MDB     | 6 de abril de 2018      | 31 de dezembro de 2018  |
| Planejamento, Orçamento e Gestão                                                                                               |         | Romero Jucá                                             | MDB     | 12 de maio de 2016      | 23 de maio de 2016      |
| Planejamento, Orçamento e Gestão                                                                                               |         | Dyogo Oliveira (interino até 31 de março de 2016)       | MDB     | 23 de maio de 2016      | 7 de abril de 2018      |
| Planejamento, Orçamento e Gestão                                                                                               |         | Esteves Colnago                                         | -       | 10 de abril de 2018     | 31 de dezembro de 2018  |
| Relações Exteriores |         | José Serra                                              | PSDB    | 12 de maio de 2016      | 22 de fevereiro de 2017 |
| Relações Exteriores |         | Marcos Galvão (Interino)                                | -       | 22 de fevereiro de 2017 | 7 de março de 2017      |
| Relações Exteriores |         | Aloysio Nunes                                           | PSDB    | 7 de março de 2017      | 1º de janeiro de 2019   |
| Saúde |         | Ricardo Barros                                          | PP      | 12 de maio de 2016      | 2 de abril de 2018      |
| Saúde |         | Gilberto Occhi                                          | PP      | 2 de abril de 2018      | 1 de janeiro de 2019    |
| Secretaria de Governo |         | Geddel Vieira Lima                                      | MDB     | 12 de maio de 2016      | 25 de novembro de 2016  |
| Secretaria de Governo |         | Antônio Imbassahy                                       | PSDB    | 3 de fevereiro de 2017  | 15 de dezembro de 2017  |
| Secretaria de Governo |         | Carlos Marun                                            | MDB     | 15 de dezembro de 2017  | 28 de dezembro de 2018  |
| Secretaria-Geral (Ministério criado em fevereiro de 2017)                                                                      |         | Moreira Franco                                          | MDB     | 3 de fevereiro de 2017  | 6 de abril de 2018      |
| Secretaria-Geral (Ministério criado em fevereiro de 2017)                                                                      |         | Joaquim Oliveira (Interino)                             | -       |                         |                         |
| Secretaria-Geral (Ministério criado em fevereiro de 2017)                                                                      |         | Ronaldo Fonseca                                         | PODE    | 28 de maio de 2018      | 31 de dezembro de 2018  |
| Gabinete de Segurança Institucional                                                                                            |         | Sérgio Etchegoyen                                       | -       | 12 de maio de 2016      | 31 de dezembro de 2018  |
| Trabalho |         | Ronaldo Nogueira                                        | PTB     | 12 de maio de 2016      | 27 de dezembro de 2017  |
| Trabalho |         | Cristiane Brasil (não assumiu por decisão judicial)     | PTB     | -                       | -                       |
| Trabalho |         | Helton Yomura (Interino até 10 de abril de 2018)        | -       | 01 de janeiro de 2018   | 5 de julho de 2018      |
| Trabalho |         | Caio Vieira de Mello                                    | -       | 10 de julho de 2018     | 31 de dezembro de 2018  |
| Transportes, Portos e Aviação Civil                                                                                            |         | Maurício Quintella Lessa                                | PR      | 12 de maio de 2016      | 2 de abril de 2018      |
| Transportes, Portos e Aviação Civil                                                                                            |         | Valter Casimiro Silveira                                | -       | 2 de abril de 2018      | 31 de dezembro de 2018  |
| Turismo |         | Henrique Eduardo Alves                                  | MDB     | 12 de maio de 2016      | 16 de junho de 2016     |
| Turismo |         | Alberto Alves (Interino)                                | -       | 17 de junho de 2016     | 5 de outubro de 2016    |
| Turismo |         | Marx Beltrão                                            | MDB     | 5 de outubro de 2016    | 6 de abril de 2018      |
| Turismo |         | Vinicius Lummertz                                       | -       | 10 de abril de 2018     | 31 de dezembro de 2018  |
| Segurança Pública (ministério criado em fevereiro de 2018)                                                                     |         | Raul Jungmann                                           | PPS     | 27 de fevereiro de 2018 | 1 de janeiro de 2019    |
| Extraordinário de Coordenação do Gabinete de Transição Governamental (Criado em novembro de 2018, para a transição de governo) |         | Onyx Lorenzoni                                          | DEM     | 5 de novembro de 2018   | 1° de janeiro de 2019   |